# الديوانية
كانت الديوانية أو الديوانية هي منطقة الاستقبال حيث يستقبل رجل الشرق الأوسط زملاءه في العمل وضيوفه من الرجال. اليوم يشير المصطلح إلى قاعة الاستقبال والتجمع الذي يقام فيها، وزيارة أو استضافة ديوانية هي سمة مهمة في ثقافة شرق شبه الجزيرة العربية[بحاجة لمصدر]
تم ذكر الكلمة لأول مرة في اللغة السومرية باسم "dub"، والتي وجدت في لوح طيني. وهو يشبه ديوان الأسر الفارسية، ويشتق من كلمة ديوان، والتي تعني غرفة المجلس الرسمية في اللغة الفارسية وغيرها من اللغات الإقليمية.[بحاجة لمصدر]
أصبحت الديوانية جزءًا أساسيًا من حياة الكويتيين.[1] ومن ثم أصبحت علامة بارزة في حياتهم اليومية التقليدية.[2]

## أصل
إن كلمة ديوانية مشتقة من كلمة "ديوان" فارسية، والتي اشتُقت بدورها من كلمة دوب سومرية، مكتوبة على ألواح من الطين، والتي تعني غرفة رسمية للجلوس والتفاوض، وتُستخدم للإشارة إلى محكمة ملكية، أو وزارة حكومية عليا، أو مجلس دولة. وقد أصبح الشكل المعاصر يعني مكانًا معروفًا حيث يمكن للناس، تقليديًا الرجال فقط، الاجتماع لمناقشة القضايا السياسية وغيرها من القضايا الاجتماعية والسياسية. ومن بين الديوانات المعروفة ديوان رئيس وزراء الهند.[بحاجة لمصدر]
بالإضافة إلى ذلك، فإن كلمة ديوان هي مصطلح عربي من أصل فارسي. وقد يشير المعنى الأصلي إلى "حزمة (من الأوراق المكتوبة)"، ومن هنا جاءت كلمة "كتاب"، وخاصة "دفتر الحسابات"، ومن هنا جاءت كلمة "ديوان" أو "مقعد طويل مبطن" لأن مثل هذه المقاعد كانت موجودة على طول الجدران في غرف المجالس في الشرق الأوسط.

## الأغراض
لعبت الديوانيات دورًا مهمًا في تنمية الكويت على مدار الـ 250 عامًا الماضية من خلال تسهيل التواصل السريع وبناء الإجماع بين أمور أخرى. هناك العديد من أنواع الديوانيات التي تطورت من النموذج الأصلي وتختلف فقط من حيث المجموعات التي تخدمها ومستوى الرسمية.
الديوانيات هي جوهر الحياة الاجتماعية والتجارية والسياسية في الكويت، فهي الأماكن التي تتم فيها مناقشة الموضوعات ذات الاهتمام، ويتم التعرف على الشركاء، وتشكيل التحالفات، والقيام بأنشطة التواصل المماثلة. قد يتم عقد الديوانيات الرسمية لمناقشة مواضيع معينة، في بعض الأحيان مع متحدثين ضيوف مدعوين. كما يتم استدعاؤها لأغراض معينة، مثل الحملات الانتخابية. الديوانيات الرسمية هي جذر النظام السياسي التوافقي في الكويت

### الانتخابات
إن تأثير زيارة مرشحي مجلس الأمة للديوانية واضح جداً، فهي وسيلة اتصال مباشرة بين الناخبين والمرشحين في كافة الدوائر الانتخابية المختلفة في الكويت.[بحاجة لمصدر]
يتم إعداد قائمة بالديوانيات في المناطق المختلفة منذ اليوم الأول للانتخابات، ويقوم المرشحون بتحديد مواعيد لزيارة الديوانيات المؤثرة قبل يوم الانتخابات في محاولة لتعظيم وصولهم في واحدة من أقوى الأدوات في الانتخابات

### عمل
يتساءل كثيرون كيف تتم إبرام أو البدء في الصفقات الكبرى في الديوانية، ولماذا يحدث ذلك في الكويت تحديداً. في الأساس، بما أن الديوانية هي المكان الذي يتجمع فيه كبار الشخصيات في الحكومة من الوزراء ورؤساء الشركات العامة والشخصيات البارزة في قطاع النفط ووكلاء الوزارات ورجال الأعمال ورؤساء البنوك والرؤساء التنفيذيين للشركات المتعددة الجنسيات، فإنهم جميعًا يستقبلون ضيوفهم أسبوعيًا أو شهريًا في ديوانهم العائلي أو الديوان الخاص بهم.
إن الأشخاص الذين يزورون صانع القرار في ديوانيته، يجبرونه تقليديًا على الاستماع بلطف والانفتاح على ما يقولونه. وهذا يمنح فرصة كبيرة للأشخاص الذين لديهم اقتراح جيد لتقديم اقتراح قيمة مناسب في العرض، والذي ينتهي بعد ذلك باجتماع رسمي آخر في مكتب صانع القرار لإجراء الإجراءات الرسمية. كما يجب اعتبار المكان هو الأفضل لبناء العلاقات.

## أنواع
الديوانيات لها عدة أنواع، خاصة وعامة وعائلية، الديوانيات الخاصة هي للأصدقاء المقربين الذين يجتمعون عادة يوميًا، والديوانيات العامة لها موعد أسبوعي حيث يمكن لأي شخص زيارتها، أما الديوانيات العائلية فهي تجمع رسمي لعائلة مرموقة حيث يمكن لجميع الناس الحضور ومقابلة أفراد العائلة.

### ديوان العائلة أو الديوانية
ديوانيات لها عدة أنواع، خاصة وعائلية، الديوانيات الخاصة هي للأصدقاء المقربين الذين يجتمعون عادة يوميًا، والوانيات العامة لها شهريًا أسبوعيًا حيث يمكن لأي شخص أن لا، أو الديوانية العائلية فهي كبيرة من مرموق حيث يمكن لجميع الأشخاص حضورهم وأفراد الأسرة.[بحاجة لمصدر]

### ديوانية سياسية
تعتبر هذه الديوانيات تطوراً حديثاً نسبياً في القرن العشرين عندما بدأ الكويتيون في السعي للحصول على حقوق سياسية ومزيد من التمثيل في نظام أصبح أكثر ميلاً نحو الحكم المطلق للأمير على النقيض من النظام التوافقي الأكثر مشاركة والذي كان موجوداً في وقت سابق. وتعتبر ديوانيات عامة.

### ديوانية عادية
عادة ما يتم تنظيم هذه الديوانيات من قبل مجموعات من الأصدقاء من نفس الفئة العمرية في ممتلكات أحد الأعضاء. هذا النوع هو الأكثر استرخاءً حيث يلعب المشاركون أوراق الجنجيفا مثل Koutbo6، ويدخنون الشيشة (تسمى أحيانًا النرجيلة)، ويشاهدون مباريات كرة القدم وغيرها من الرياضات، أو يلعبون ألعاب الفيديو. تعتبر ديوانيات خاصة.[بحاجة لمصدر]

## الأوقات
تبدأ معظم الديوانيات بعد غروب الشمس حتى منتصف الليل طوال العام، ومؤخرًا بدأت تأخذ استراحة في الصيف.
| يكتب     | عدد الزوار التقريبي | وقت                                |
| -------- | ------------------- | ---------------------------------- |
| ديوان    | 50-500              | بعد صلاة العشاء إلى الساعة 11 مساءً |
| عائلة    | 20–100              | بعد صلاة العشاء إلى الساعة 11 مساءً |
| سياسي    | 20–100              | بعد صلاة العشاء إلى الساعة 11 مساءً |
| غير رسمي | 10–30               | من الساعة 5 مساءً إلى 11 مساءً       |
| خاص      | 5-20                | الباب مفتوح 24/7                   |
| شباب     | 5-20                | الباب مفتوح 24/7                   |

## جنجيفا
في الديوانية يتم لعب العديد من ألعاب الورق، ولنذكر بعضها للإشارة إليها:
| الاسم  | اللاعبين |
| ------ | -------- |
| كوت    | 4, 6     |
| اليد   | 2–5      |
| سيبيتا | 4–6      |
| نيثالا | 4        |
| تريكس  | 4        |
| بالوت  | 4        |

## استخدام الأعمال والتكنولوجيا
نظرًا لأن معظم الرجال والشباب الكويتيين مرتبطون بديوانية، فقد كان من الضروري للشركات الكبرى[1] والشركات متعددة الجنسيات تقديم خدمات مثل خدمة الرسائل القصيرة للديوانية من زين الكويت. والفكرة هي إبقاء أعضاء الديوانيات على اتصال ببعضهم البعض باستخدام الرسائل القصيرة، وإبقاء الجميع على اطلاع دائم بالأنشطة الجارية في المجموعة[بحاجة لمصدر]
تقوم شركات أخرى بتغليف منتجاتها لبيعها للديوانية وخاصة شركات الأغذية والمشروبات[1] لأنها تشكل سوقًا كبيرًا يمكنهم الاستفادة منه من خلال عروضهم.[بحاجة لمصدر] مع تقدم التكنولوجيا، نرى أعضاء Dewaniya يتواصلون مع بعضهم البعض من خلال إنشاء نسخة مصغرة من Dewaniya الخاصة بهم على مجموعات BlackBerry Messenger ومجموعات WhatsApp وBeluga ومجموعات فيسبوك الخاصة وتويتر. لمشاركة ما يحتاج إلى تحديث فوري لجميع أعضاء Dewaniya مثل الدعوات أو الجنازات.[بحاجة لمصدر]

## الأطعمة والمشروبات
تقدم كل ديوانية عروضها الخاصة من المأكولات والمشروبات، ولكنها تقدم عادة الشاي والقهوة العربية لضيوفها. وبحسب المناسبات، ستجد بعض الديوانية تقدم العشاء وفقًا لمناسبات محددة (المولود الجديد، التخرج، الوظيفة الجديدة، الحج).

### القهوة والشاي
لا يمكنك العثور على أي ديوانيات لا تقدم الشاي العادي. القهوة العربية هي مشروب مهم آخر في أي ديوانيات. ومع ذلك، فإن الأنواع المختلفة من الشاي (الشاي الأخضر، الشاي الأبيض) هي خيار، اعتمادًا على رغبة أصحاب الديوانيات في تقديمها. في الديوانيات الحديثة، ستجد رفاهية آلات الإسبريسو والكابتشينو والموكا لمزيد من الراحة للزوار.

### التحلية
بدءًا من التمور (الفواكه) التي تجدها في أغلب الديوانية، وحتى الحلويات، وهو ما يحرص العديد من أصحاب الديوانية على تقديمه للحضور خاصة للديوانية التي تفتح أبوابها لأكثر من 6 ساعات يوميًا.

### عشاء
في بعض المناسبات، أو أحيانًا أسبوعيًا، تجد أصحاب الديوانية يدعون الضيوف لتناول العشاء أو حتى رواد الديوانية الدائمين، ويزداد الإقبال على العشاء في الديوانية في المناسبات مثل الانتخابات، أو المواليد الجدد، أو التخرج، أو الوظيفة الجديدة، أو الحج.

## انظر ايضا
الديوان
ديوان خان، غرفة تؤدي وظيفة مماثلة في المنازل الفارسية
الديوان (العمارة المغولية) - الديوانيه كما تستخدم في العمارة المغولية

### الأعمال المذكورة
- de Blois, François (1995). "DĪVĀN – i. THE TERM". In Yarshater, Ehsan (ed.). Welcome to Encyclopaedia Iranica. Encyclopaedia Iranica (بالإنجليزية الأمريكية). Vol. VII. p. 432. Archived from the original on 2015-04-04. Retrieved 2024-11-06.

## الروابط الخارجية
- دليل إلكتروني ديوانيا الكويتية
- دليل السفر الكويت
- عن الكويت تفسير الديوانية
- وصف حكومة الكويت عن ديوانيا
- معلومات ديوانيا في الكويت